# Octotapnia exotica
Octotapnia exotica là một loài bọ cánh cứng trong họ Cerambycidae.